# 20217 Kathyclemmer
20217 Kathyclemmer este un asteroid din centura principală de asteroizi.

## Descriere
20217 Kathyclemmer este un asteroid din centura principală de asteroizi. A fost descoperit pe 3 aprilie 1997 la Socorro, New Mexico, în cadrul proiectului LINEAR. Asteroidul prezintă o orbită caracterizată de o semiaxă mare de 3,04 ua, o excentricitate de 0,08 și o înclinație de 8,0° în raport cu ecliptica.